# 1932 год в авиации
Список событий в авиации в 1932 году.

## События
- 20 марта — первый полёт американского истребителя Boeing P-26 Peashooter
- 28 марта — Наркоматом тяжёлой промышленности СССР издан приказ № 181 о строительстве авиазавода в Иркутске, будущего Иркутского авиационного завода.
- 18 апреля — первый полёт аргентинского лёгкого самолёта FMA Ae. C.2[1].
- 3 мая — первый полёт советской летающей лодки МБР-2[2].
- 5 мая — первый полёт дирижабля СССР В-1.
- 7 мая — основана авиакомпания EgyptAir.
- 24 июня — основана авиакомпания Пулково.
- 8 октября — первый полёт советского пассажирского самолёта ХАИ-1. Это был первый серийный самолёт разработки ХАИ под руководством И. Г. Немана. Первый серийный многоместный (6 пассажиров) пассажирский самолёт в Европе преодолевший скорость в 300 км/ч. Первый серийный советский пассажирский самолёт с убирающимися шасси.
- 11 октября — Реввоенсовет принял постановление о принятии на вооружение авиационного пулемёта ШКАС под наименованием «7,62-мм авиационный скорострельный пулемёт системы Шпитального — Комарицкого образца 1932 года».
- 26 ноября — первый полёт франко-румынского пассажирского самолёта Bratu-220.
- 11 декабря — открыт Сталиногорский аэроклуб.

## Рекорды, перелёты
- 14 августа — первый советский экспериментальный вертолёт ЦАГИ 1-ЭА был поднят на высоту 605 метров, установив неофициальный мировой рекорд. Машину пилотировал её конструктор А. М. Черёмухин.[3]

### Без точных дат
- Основана авиакомпания Air India.
- Основана авиакомпания Alaska Airlines.
- Основано Владивостокское авиапредприятие, ныне авиакомпания Владивосток Авиа.
- Основание авиакомпании Кубань.
- Основана авиакомпания Оренбургские авиалинии.
- Основан завод Авиаагрегат

## Персоны

### Родились
- 24 сентября — Агапов, Сергей Тимофеевич, Герой Советского Союза (12 августа 1982), заслуженный лётчик-испытатель СССР (13 августа 1976), майор (1969), мастер спорта СССР международного класса.

### Скончались
- 23 июля — бразилец Альберто Сантос-Дюмон, пионер авиации.